# Leptogenys binghamii
Leptogenys binghamii är en myrart som beskrevs av Auguste-Henri Forel 1900. Leptogenys binghamii ingår i släktet Leptogenys och familjen myror. Inga underarter finns listade i Catalogue of Life.